# Milan Antolković
Milan Antolković (Zágráb, 1915. szeptember 27. – Zágráb, 2007. június 27.) jugoszláv válogatott horvát labdarúgó, csatár, edző.

## Pályafutása

### Klubcsapatban
1931 és 1945 között a Građanski Zagreb labdarúgója volt, egy rövid 1933-as kitérőtől eltekintve, mikor a Bata Borovo csapatában játszott. A Građanski csapatával két-két jugoszláv és horvát bajnoki címet szerzett. 1945-ben a Dinamo Zagreb együttesében fejezte be az aktív játékot.

### A válogatottban
1937 és 1939 között nyolc alkalommal szerepelt a jugoszláv válogatottban és egy gólt szerzett. 1940 és 1943 között tíz alkalommal szerepelt a horvát válogatottban és három gólt szerzett.

### Edzőként
1952–53-ban, 1957-ben, 1959–60-ban, illetve 1961 és 1964 között a Dinamo Zagreb vezetőedzője volt. A Dinamóval két jugoszláv kupagyőzelmet ért el és az 1962–63-as idényben vásárvárosok kupája-döntős volt a csapattal.
1965–66-ban a jugoszláv válogatott szövetségi kapitányaként tevékenykedett a válogató bizottság tagjaként, melynek további tagjai Abdulah Gegić, Miljan Miljanić és Aleksandar Tirnanić voltak. 16 mérkőzésen 5 győzelem, 4 döntetlen és 7 vereség volt a mérlegük (Gegić csak az első négy mérkőzésen volt tagja a bizottságnak). Öt tétmérkőzésen szerepelt a válogatott, ahol két-két győzelem és vereség mellett egy döntetlen volt a mérleg, így nem sikerült a kvalifikáció az 1966-os angliai világbajnokságra az UEFA 3. csoportjában, ahol Franciaország lett az első, Norvégia a második. A jugoszláv válogatott csak harmadik helyen végzett és csak Luxemburgot sikerült megelőznie.
1966 és 1969 között az osztrák SW Bregenz, 1969–70-ben a nyugatnémet Tasmania Berlin, 1970–71-ben ismét az SW Bregenz vezetőedzőjeként dolgozott. Edzői pályafutását 1972–73-ban az NK Osijek csapatánál fejezte be.

## Sikerei, díjai
- Franjo Bučar Állami Sportdíj (2003, életműdíj)

### Játékosként
Građanski Zagreb
- Jugoszláv bajnokság
  - bajnok (2): 1936–37, 1939–40
- Horvát bajnokság
  - bajnok (2): 1941–42, 1942–43

### Edzőként
Dinamo Zagreb
- Jugoszláv kupa
  - győztes (2): 1960, 1963
- Vásárvárosok kupája (VVK)
  - döntős: 1962–63

## Statisztika

### Mérkőzései a jugoszláv válogatottban
| Jugoszlávia | Jugoszlávia          | Jugoszlávia                            | Jugoszlávia   | Jugoszlávia | Jugoszlávia   | Jugoszlávia       | Jugoszlávia | Jugoszlávia |
| #           | Dátum                | Helyszín                               | Hazai         | Eredmény    | Vendég        | Kiírás            | Gólok       | Esemény     |
| ----------- | -------------------- | -------------------------------------- | ------------- | ----------- | ------------- | ----------------- | ----------- | ----------- |
| 1.          | 1937. augusztus 1.   | Belgrád, SK Jugoslavija Stadion        | Jugoszlávia   | 3 – 1       | Törökország   | barátságos        | -           | 50'         |
| 2.          | 1937. szeptember 6.  | Belgrád, BSK Stadion                   | Jugoszlávia   | 2 – 1       | Románia       | barátságos        | -           |             |
| 3.          | 1938. május 8.       | Bukarest                               | Románia       | 0 – 1       | Jugoszlávia   | Eduard Benes kupa | -           |             |
| 4.          | 1938. május 29.      | Brüsszel, Stade du Jubilé              | Belgium       | 2 – 2       | Jugoszlávia   | barátságos        | -           |             |
| 5.          | 1938. augusztus 28.  | Zágráb, Concordije Stadion             | Jugoszlávia   | 1 – 3       | Csehszlovákia | barátságos        | -           |             |
| 6.          | 1938. szeptember 6.  | Belgrád                                | Jugoszlávia   | 1 – 1       | Románia       | Eduard Benes kupa | -           |             |
| 7.          | 1938. szeptember 25. | Varsó, Józef Piłsudski marsall Stadion | Lengyelország | 4 – 4       | Jugoszlávia   | barátságos        | -           |             |
| 8.          | 1939. október 15.    | Zágráb, Concordije Stadion             | Jugoszlávia   | 1 – 5       | Németország   | barátságos        | 1           | 87'         |
|             | Összesen             |                                        |               | 8           | mérkőzés      |                   | 1           | gól         |

### Mérkőzései a horvát válogatottban
| Horvátország | Horvátország         | Horvátország                   | Horvátország | Horvátország | Horvátország | Horvátország | Horvátország | Horvátország |
| #            | Dátum                | Helyszín                       | Hazai        | Eredmény     | Vendég       | Kiírás       | Gólok        | Esemény      |
| ------------ | -------------------- | ------------------------------ | ------------ | ------------ | ------------ | ------------ | ------------ | ------------ |
| 1.           | 1940. április 2.     | Zágráb                         | Horvátország | 4 – 0        | Svájc        | barátságos   | -            |              |
| 2.           | 1941. szeptember 7.  | Pozsony                        | Szlovákia    | 1 – 1        | Horvátország | barátságos   | -            |              |
| 3.           | 1941. szeptember 28. | Zágráb                         | Horvátország | 5 – 2        | Szlovákia    | barátságos   | -            |              |
| 4.           | 1942. január 18.     | Zágráb                         | Horvátország | 0 – 2        | Németország  | barátságos   | -            |              |
| 5.           | 1942. április 5.     | Genova, Luigi Ferraris Stadion | Olaszország  | 4 – 0        | Horvátország | barátságos   | -            |              |
| 6.           | 1942. április 11.    | Zágráb                         | Horvátország | 6 – 0        | Bulgária     | barátságos   | 1            | 86'          |
| 7.           | 1942. június 7.      | Pozsony                        | Szlovákia    | 1 – 2        | Horvátország | barátságos   | -            |              |
| 8.           | 1942. szeptember 6.  | Zágráb                         | Horvátország | 6 – 1        | Szlovákia    | barátságos   | 1            | 83'          |
| 9.           | 1943. április 4.     | Zürich, Hardturm stadion       | Svájc        | 1 – 0        | Horvátország | barátságos   | -            |              |
| 10.          | 1943. április 10.    | Zágráb                         | Horvátország | 1 – 0        | Szlovákia    | barátságos   | 1            | 65'          |
|              | Összesen             |                                |              | 10           | mérkőzés     |              | 3            | gól          |

### Mérkőzései jugoszláv szövetségi kapitányként
| Jugoszlávia | Jugoszlávia          | Jugoszlávia                    | Jugoszlávia   | Jugoszlávia | Jugoszlávia   | Jugoszlávia  | Jugoszlávia | Jugoszlávia |
| #           | Dátum                | Helyszín                       | Hazai         | Eredmény    | Vendég        | Kiírás       | Gólok       | Esemény     |
| ----------- | -------------------- | ------------------------------ | ------------- | ----------- | ------------- | ------------ | ----------- | ----------- |
| 1.          | 1965. április 18.    | Belgrád, Crvena zvezda stadion | Jugoszlávia   | 1 – 0       | Franciaország | vb-selejtező | -           |             |
| 2.          | 1965. május 9.       | Belgrád, Crvena zvezda stadion | Jugoszlávia   | 1 – 1       | Anglia        | barátságos   | -           |             |
| 3.          | 1965. június 16.     | Oslo, Ullevaal Stadion         | Norvégia      | 3 – 0       | Jugoszlávia   | vb-selejtező | -           |             |
| 4.          | 1965. szeptember 4.  | Moszkva, Lenin-stadion         | Szovjetunió   | 0 – 0       | Jugoszlávia   | barátságos   | -           |             |
| 5.          | 1965. szeptember 19. | Luxembourg, Stade Municipal    | Luxemburg     | 2 – 5       | Jugoszlávia   | vb-selejtező | -           |             |
| 6.          | 1965. október 9.     | Párizs, Parc des Princes       | Franciaország | 1 – 0       | Jugoszlávia   | vb-selejtező | -           |             |
| 7.          | 1965. november 7.    | Belgrád, JNA-stadion           | Jugoszlávia   | 1 – 1       | Norvégia      | vb-selejtező | -           |             |
| 8.          | 1966. május 4.       | London, Wembley Stadion        | Anglia        | 2 – 0       | Jugoszlávia   | barátságos   | -           |             |
| 9.          | 1966. május 8.       | Zágráb, Maksimir Stadion       | Jugoszlávia   | 2 – 0       | Magyarország  | barátságos   | -           |             |
| 10.         | 1966. június 1.      | Belgrád, JNA Stadion           | Jugoszlávia   | 0 – 2       | Bulgária      | barátságos   | -           |             |
| 11.         | 1966. június 23.     | Hannover, Niedersachsenstadion | NSZK          | 2 – 0       | Jugoszlávia   | barátságos   | -           |             |
| 12.         | 1966. június 27.     | Malmö, Malmö Stadion           | Svédország    | 1 – 1       | Jugoszlávia   | barátságos   | -           |             |
| 13.         | 1966. szeptember 18. | Belgrád, JNA Stadion           | Jugoszlávia   | 1 – 2       | Szovjetunió   | barátságos   | -           |             |
| 14.         | 1966. október 12.    | Tel-Aviv, Bloomfield stadion   | Izrael        | 1 – 3       | Jugoszlávia   | barátságos   | -           |             |
| 15.         | 1966. október 19.    | Belgrád, JNA Stadion           | Jugoszlávia   | 1 – 0       | Csehszlovákia | barátságos   | -           |             |
| 16.         | 1966. november 6.    | Szófia, Levszki stadion        | Bulgária      | 6 – 1       | Jugoszlávia   | barátságos   | -           |             |
|             | Összesen             |                                |               | –           | mérkőzés      |              | –           | gól         |